# Anselm Feuerbach
Anselm Feuerbach (Speyer, 12 september 1829 – Venetië, 4 januari 1880) was een Duits kunstschilder. Hij schilderde in een classicistische stijl, vaak historische en mythologische thema's.

## Leven en werk
Feuerbach was de zoon van een bekende archeoloog, Joseph Anselm Feuerbach (1798-1851) en de kleinzoon van wetenschapper Paul Johann Anselm von Feuerbach (1775-1833). Hij doorliep de Kunstacademie van Düsseldorf en later de academie te München. In 1850 vervolgde hij zijn studies te Antwerpen bij Gustave Wappers en in 1851 te Parijs bij Thomas Couture. Hij kopieerde oude meesters en raakte met name te Parijs onder de indruk van realistische schilders als Gustave Courbet, Constant Troyon en Théodore Rousseau. Met Hafis in der Schenke en Der Tod Pietro Aretinos maakte hij in die periode zijn eerste volwassen werken in een stijl die doet denken aan de oude Hollandse en Vlaamse meesters. Ook maakte hij naam als portrettist.
In 1854 keerde Feuerbach naar Duitsland terug, naar zijn familie in Heidelberg en Karlsruhe, maar reisde in 1855 alweer door naar Italië, eerst naar Venetië en vervolgens via Florence naar Rome, waar hij zich voor lange tijd zou vestigen. Hij bestudeerde er de klassieke Italiaanse schilderkunst, met name Michelangelo en Rafaël, wier werken uiteindelijk definitief zijn stijl zouden bepalen.

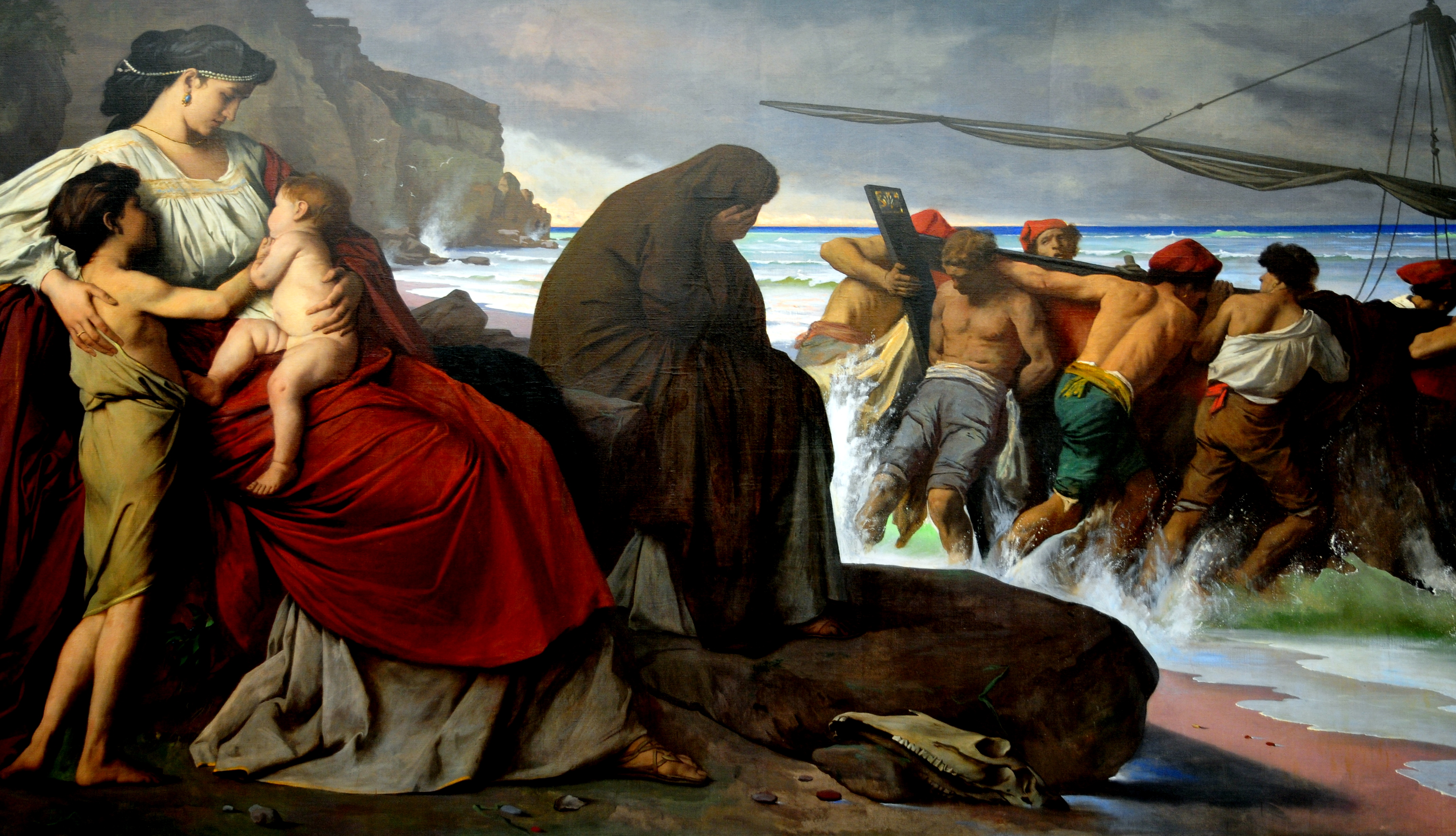
Feuerbachs Medea's afscheid, 1870

Feuerbach schilderde vanaf zijn vertrek naar Italië in een klassiek-classicistische stijl. Hij besteedde vooral veel aandacht aan de harmonie tussen kleur- en lichtgebruik in zijn werken. Hij koos vooral voor mythologische en historische thema's en zag zijn werk deels als een voortzetting van het archeologische werk van zijn vroeg overleden (en door hem altijd aanbeden) vader. Een bekend schilderij uit die periode is zijn portrettering van Francesca da Rimini en Paolo Malatesta uit 1864. Later maakte hij meer monumentale werken, zoals Urteil des Paris (1870) en Amazonenschlacht (1873), maar ook vertellingen van Plato en Dante werden door hem verbeeld.
Feuerbach zou nooit trouwen maar in Rome had hij wel zes jaar lang een maîtresse in de persoon van Nanna Rici, een schoenmakersvrouw die ook zijn model zou worden. Hij portretteerde haar meermaals, vooral in klassieke rollen als Iphigenia en Mirjam. Na zes jaar zou zij hem echter verlaten voor een Engelsman, met wie ze uit Rome vertrok. Feuerbach vond vervolgens in Lucia Brunnacci een nieuw model wier klassieke profiel sterk geleek op dat van Nanna, en met hetzelfde dikke zwarte haar. Hij portretteerde haar onder andere in zijn bekende allegorische weergave van Medea's afscheid uit 1870. Onduidelijk is of beiden ooit een liefdesrelatie hebben gehad, of dat zij hem alleen maar herinnerde aan zijn grote liefde Nanna.
In 1873 vertrok Feuerbach vanuit Rome naar Wenen om er te doceren aan de Academie voor Beeldende Kunsten. Hij stond bekend om zijn misantropisch karakter. Hoewel zijn werk aangekocht werd door de hoogste kringen, waaronder het Duitse hof en de bekende kunsthandelaar Adolf Friedrich von Schack, leed hij erg onder een gevoeld gebrek aan erkenning. Deels was dat te wijten aan het gegeven dat het strakke classicisme als dominante stroming inmiddels was ingehaald door nieuwere stijlen als het impressionisme. 'Hij was te laat', aldus kunstcritici Rose-Marie en Rainer Hagen. Zijn groots opgezette werk Titanensturz (1879) werd slecht onthaald. Welbeschouwd vielen zijn classicistische werken steeds meer buiten de gangbare mode.
Feuerbach pendelde in zijn laatste jaren vaak op en neer tussen Oostenrijk, Duitsland en Italië. Hij overleed in 1880 te Venetië aan de gevolgen van een al in 1876 opgelopen longontsteking, 50 jaar oud. Zijn werk is momenteel te zien in vrijwel alle grote musea van Duitsland. Belangrijke collecties bevinden zich in de Neue Pinakothek en de Schackgalerie te München.

## Galerij

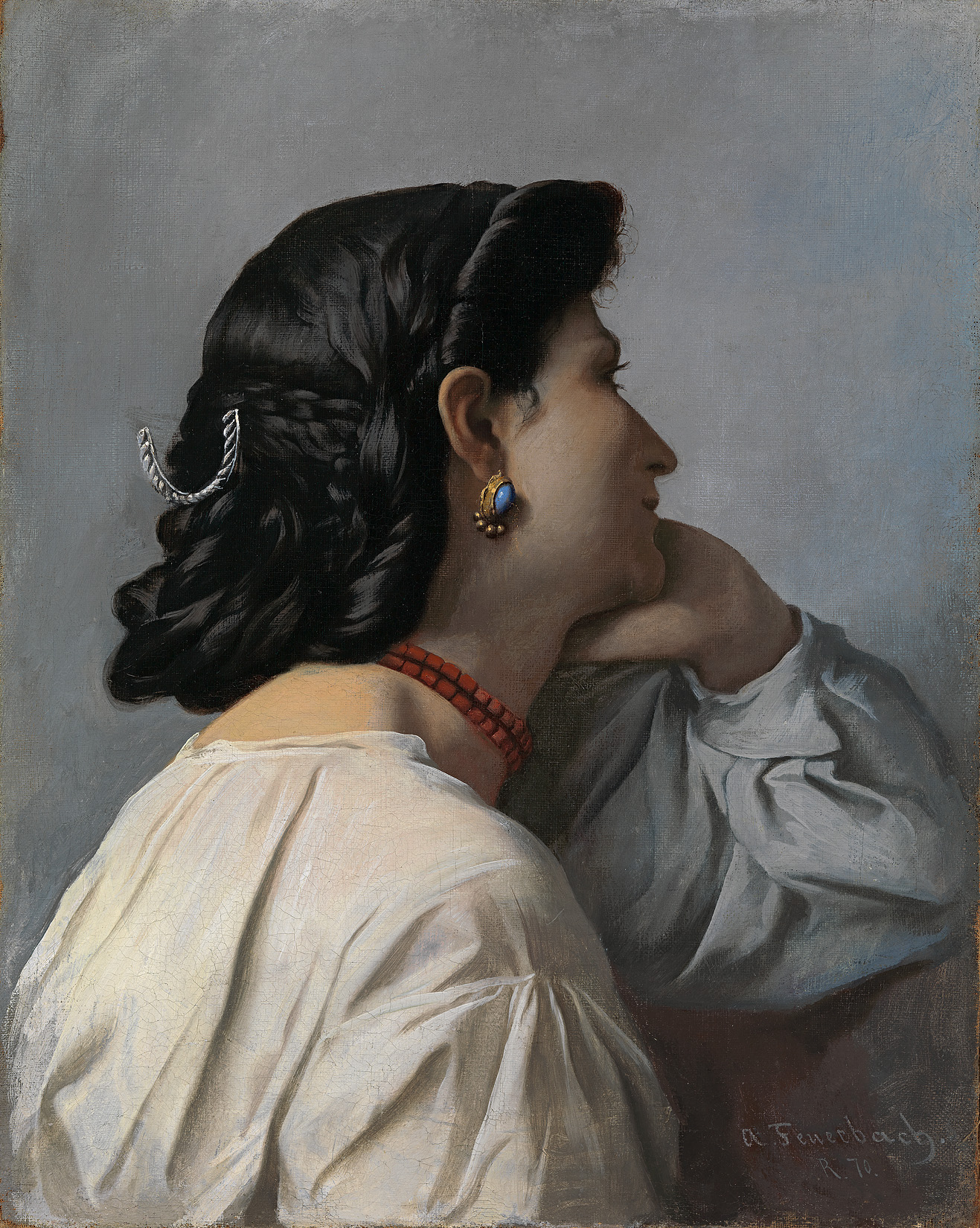
Iphigenia II
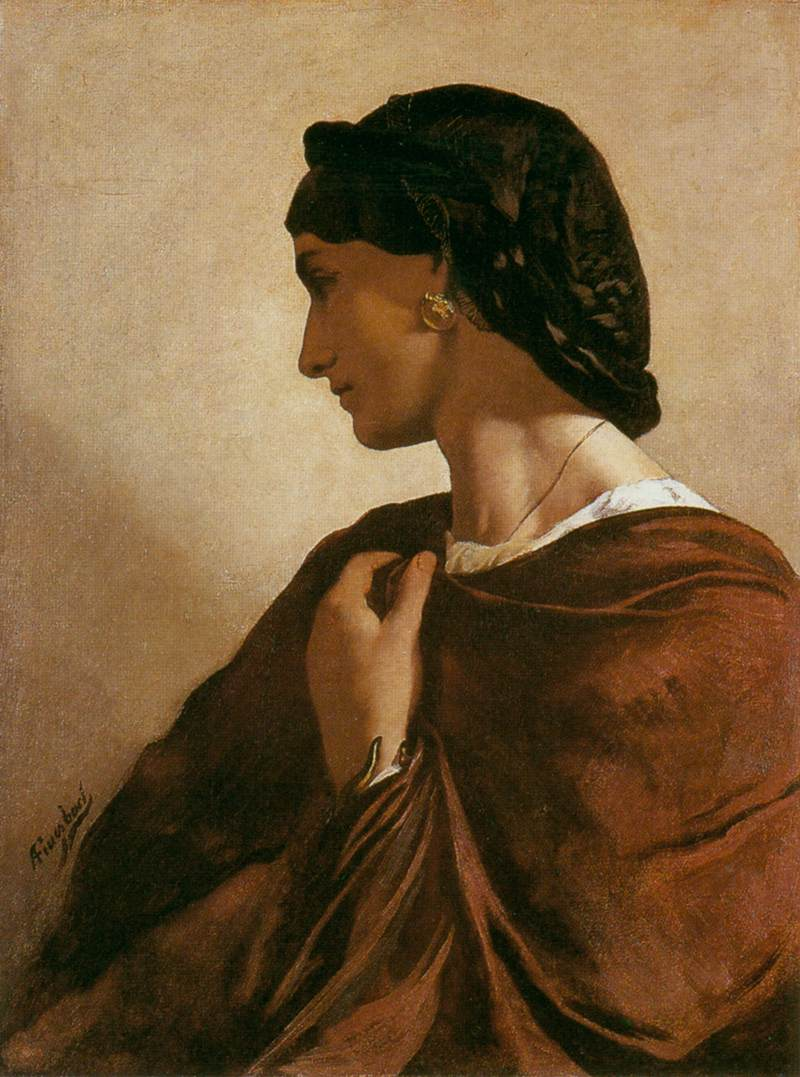
Nanna
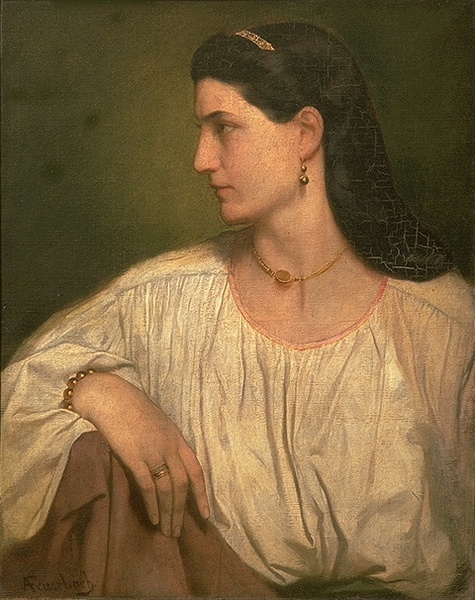
Nerina
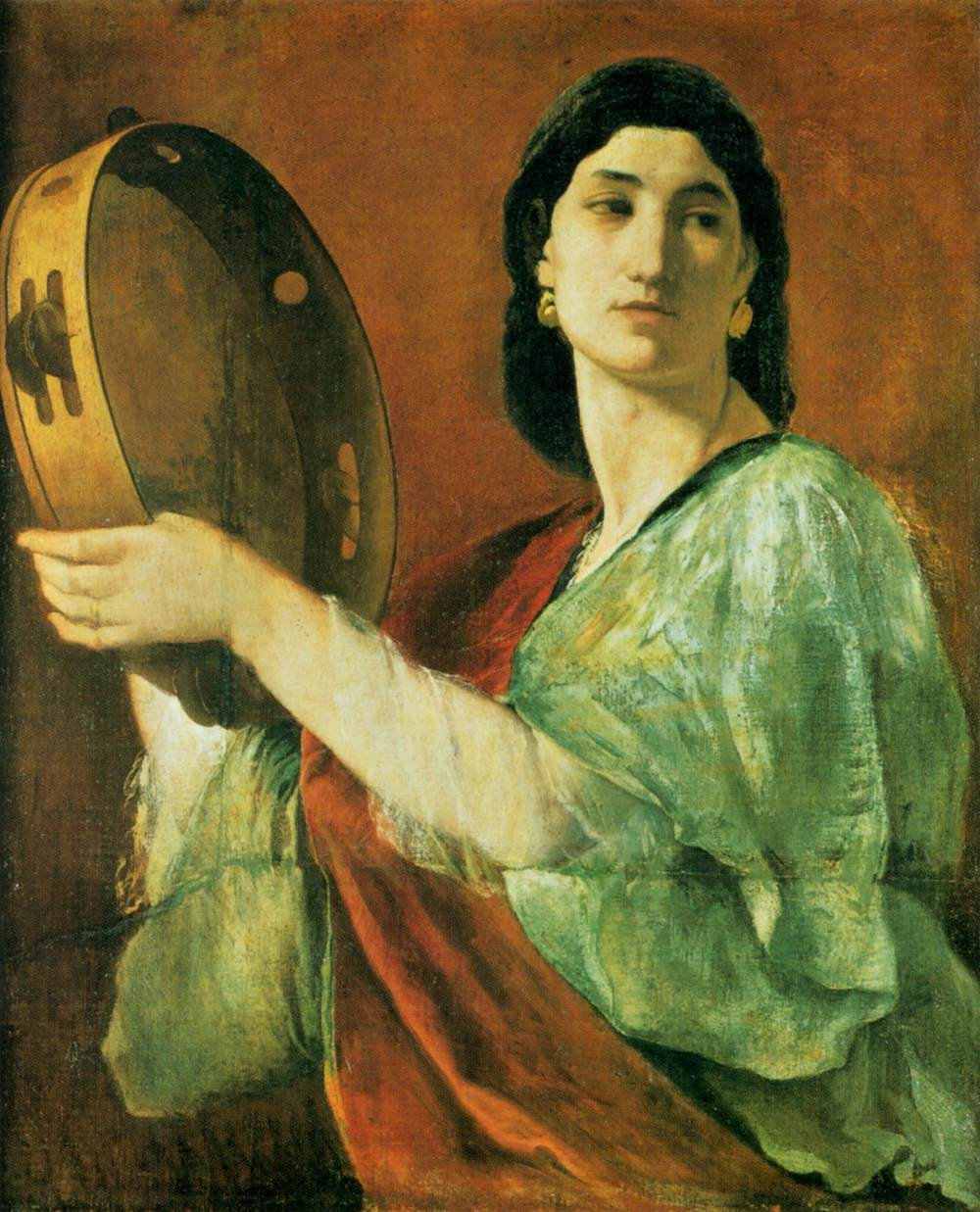
Miriam
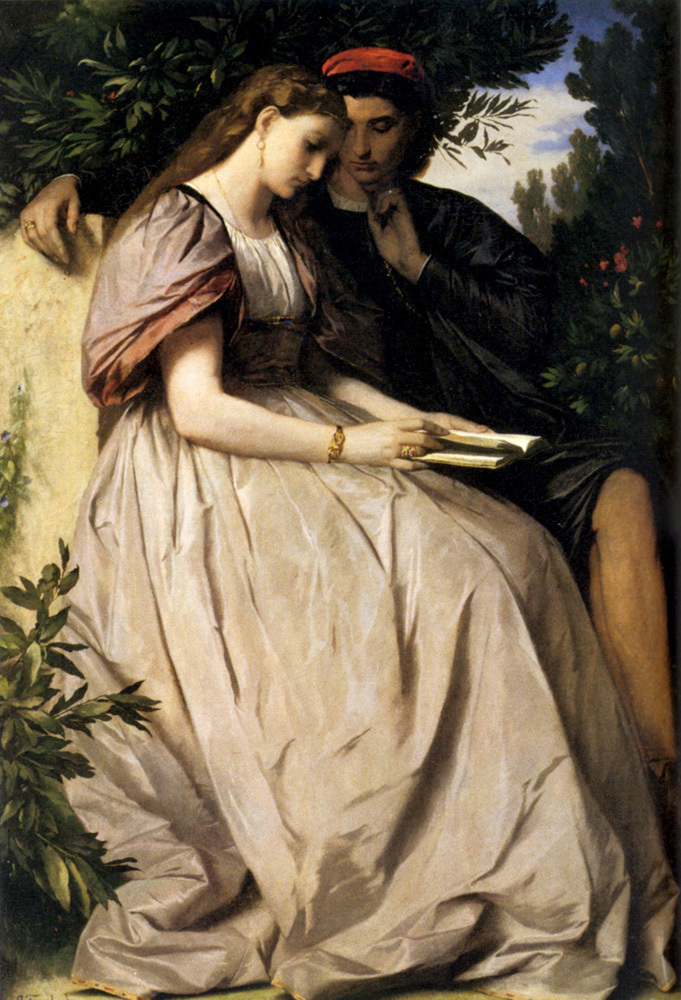
Paolo en Francesca
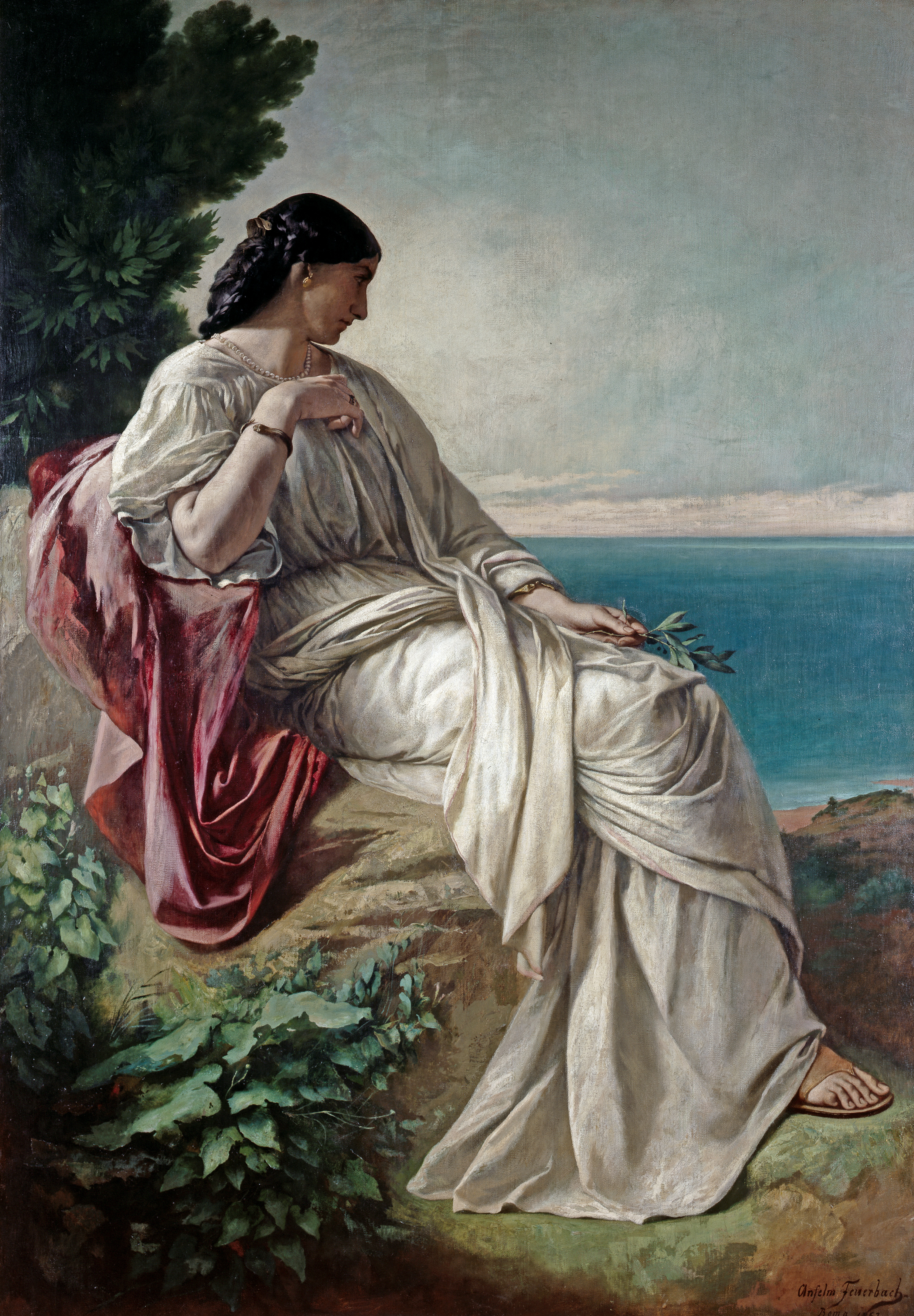
Iphigenia I
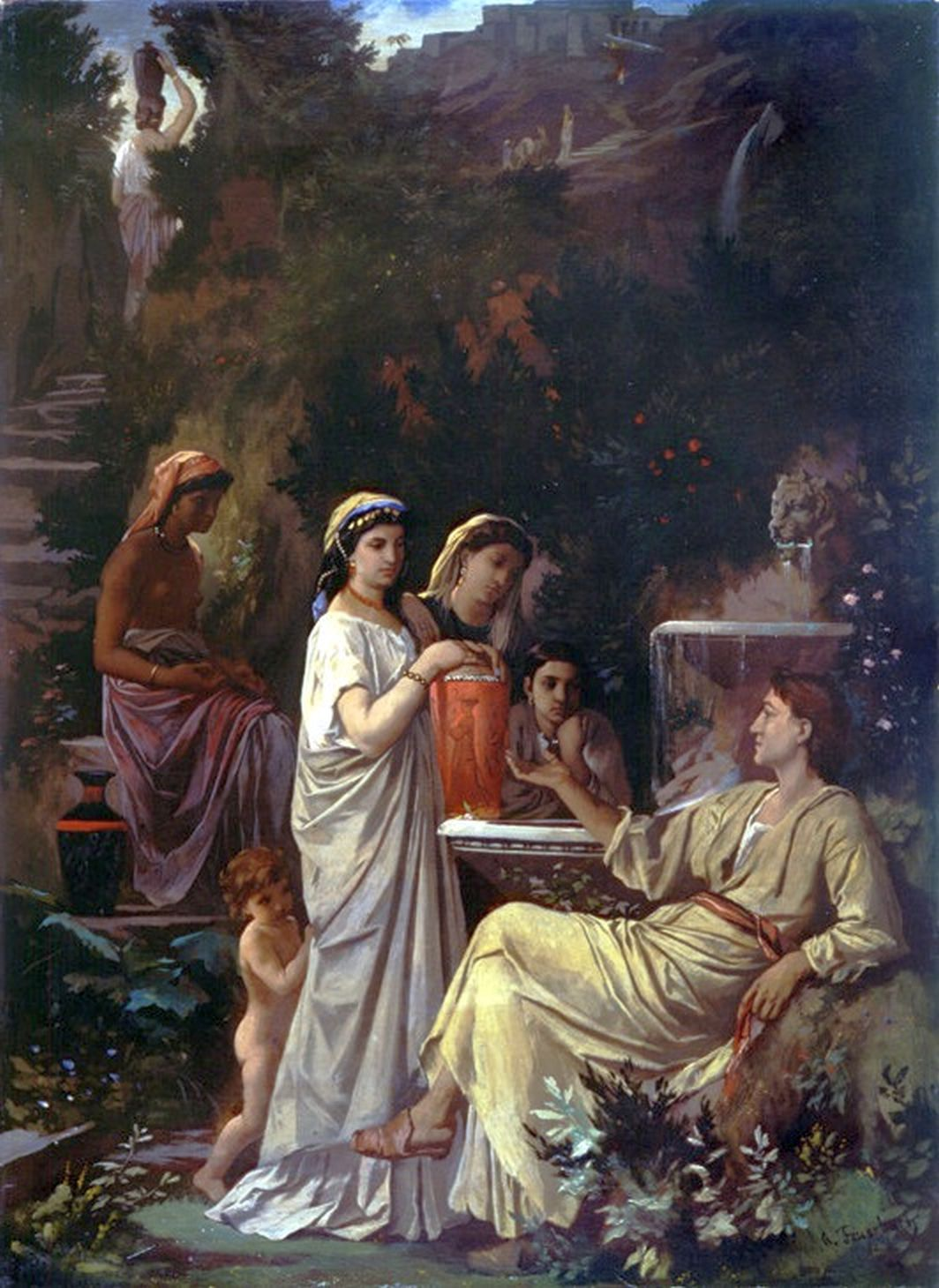
De sprookjesverteller
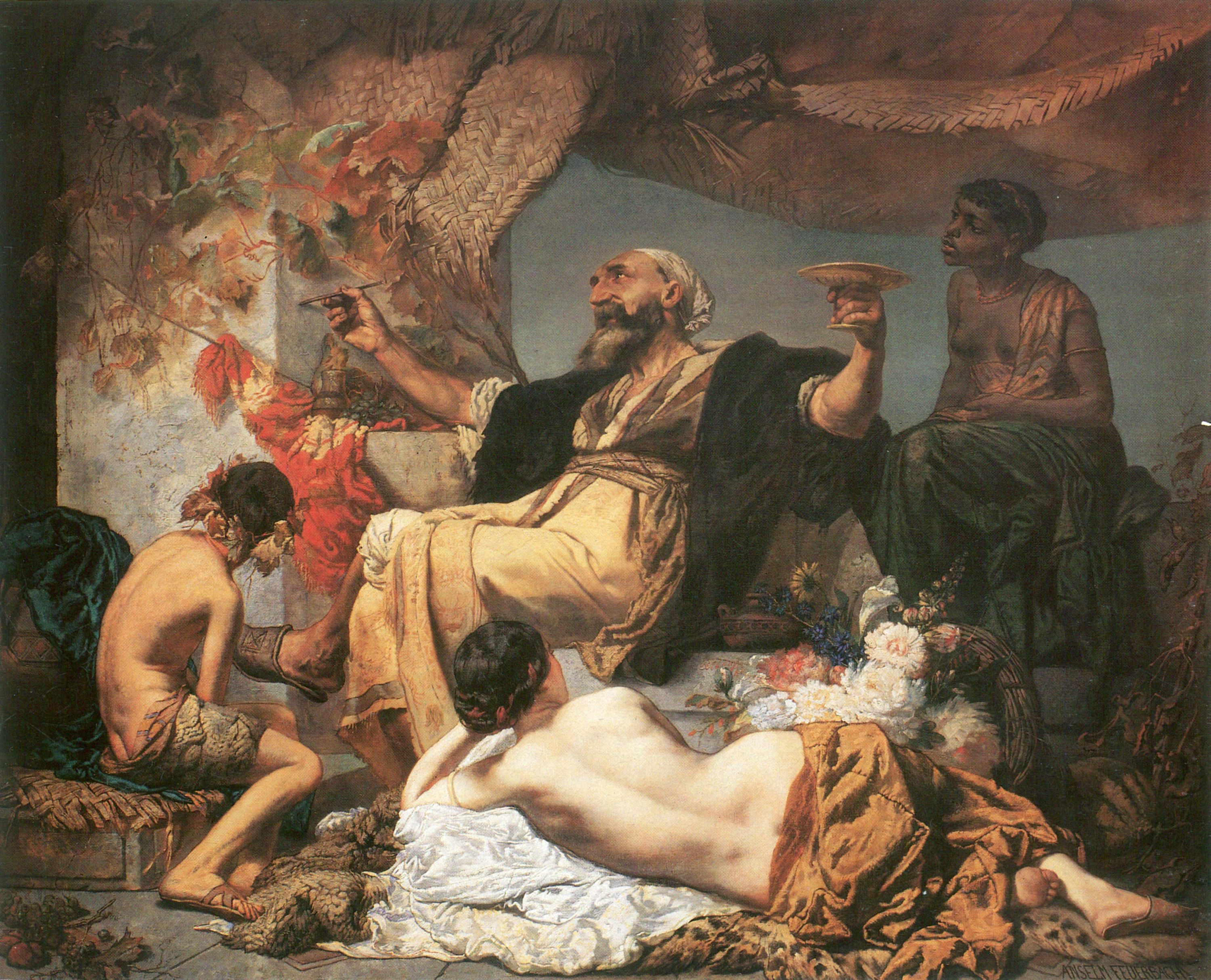
Hafis voor de taverne
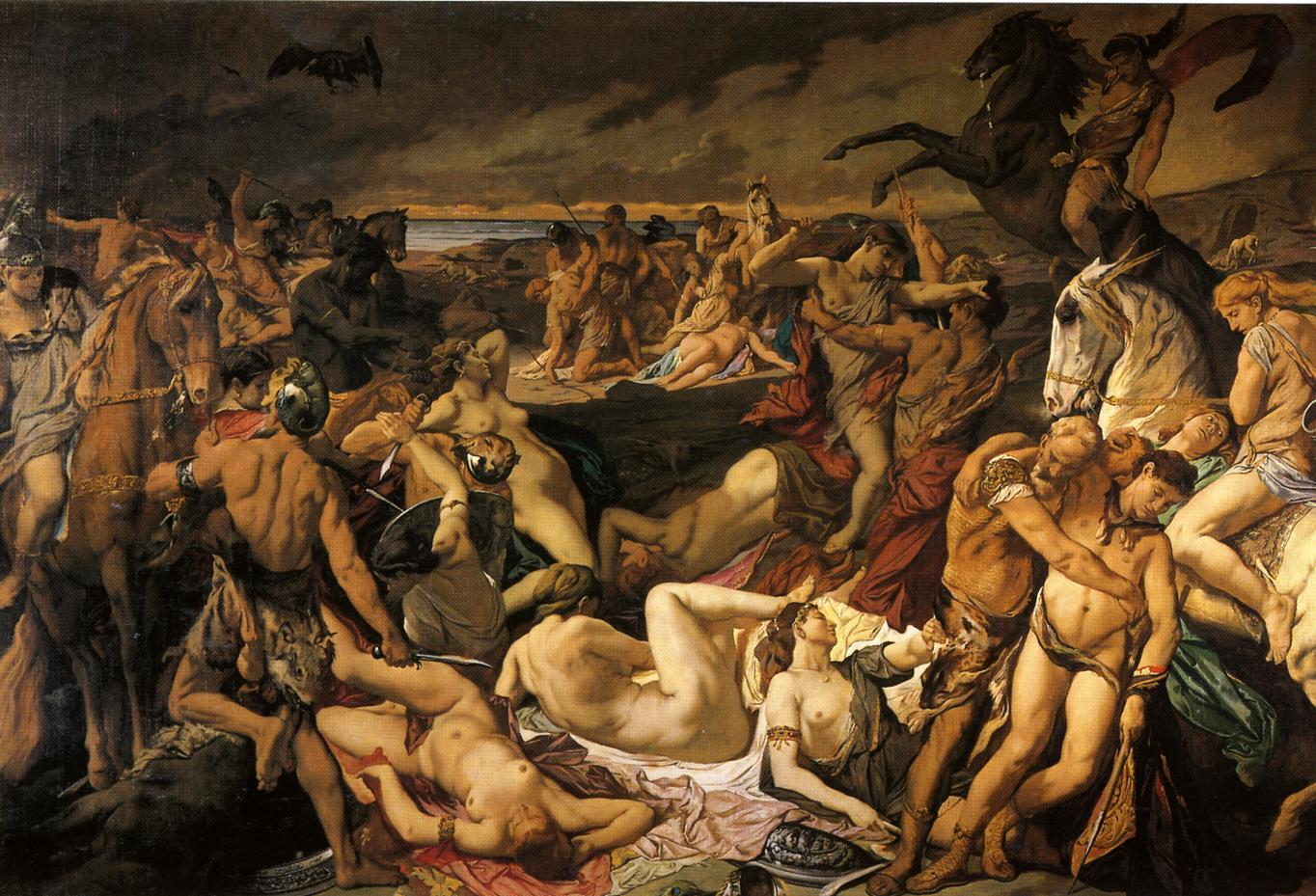
Slag der amazones
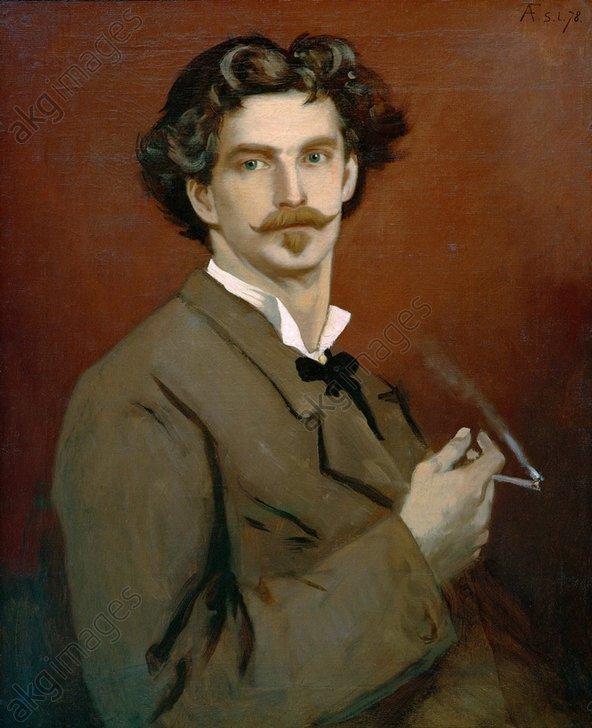
Feuerbach, Zelfportret, 1878

## Noot
1. ↑  Cf. What great painings say, Taschen, 2005

- Bibsys: 90543049
- Biblioteca Nacional de España: XX1310078
- Bibliothèque nationale de France: cb122164565 (data)
- Catàleg d'autoritats de noms i títols de Catalunya: 981058519634606706
- Digitale Bibliotheek voor de Nederlandse Letteren: feue004
- Gemeinsame Normdatei: 118532731
- International Standard Name Identifier: 0000 0001 0874 7529
- Library of Congress Control Number: n50005190
- Nationale Bibliotheek van Letland: 000055374
- Nationale Bibliotheek van Tsjechië: xx0086328
- Nationale bibliotheek van Australië: 35690124
- Nationale Bibliotheek van Israël: 987007463656405171
- Nationale Bibliotheek van Polen: a0000002233703
- Nederlandse Thesaurus van Auteursnamen: 068812655
- RKD-Nederlands Instituut voor Kunstgeschiedenis: 27849
- Istituto Centrale per il Catalogo Unico: CUBV064140
- LIBRIS: 251005
- SNAC: w6vh9grt
- Système universitaire de documentation: 029380766
- Museum of New Zealand Te Papa Tongarewa: 39234
- Trove: 1044019
- Union List of Artist Names: 500115287
- Virtual International Authority File: 17272859
- WorldCat: E39PBJdCpy4fCK79pKwKG3cpT3